# دورة الألعاب الأمريكية 2027
دورة الألعاب الأمريكية 2027 هي النسخة العشرون من دورة الألعاب الأمريكية من المقرر أن تقام في مدينة بارانكيا، كولومبيا.